# Langues yanomami
Les langues yanomami (ou langues yanomam) sont une famille de langues amérindiennes d'Amérique du Sud, parlées en Amazonie, dans le Nord du Brésil dans les États du Roraima et de l'Amazonas, jusqu'au Sud du Venezuela.

## Classification interne des langues yanomami
Ferreira, Machado et Senra divisent la famille des langues yanomami en deux branches, avec six langues au total, (entre crochets, les codes ISO 639-3 et Glottolog) :
- groupe ninam-yanomam-yaroamë
  - groupe nimam 
    - ninam [shb/nina1238]

  - groupe yanomam-yaroamë
    - yanomámi [wca/yano1262]
    - yanomamö [guu/yano1261]
    - yaroamë [yro/yaro1235]
    - yãnoma (en) [mis/yano1269]
- groupe sanumá
  - sanumá [xsu/sanu1240]